# Ulrich Kirchhoff
Ulrich Günter Hermann Kirchhoff (Lohne (Oldenburg), 9 augustus 1967) is een Duits/Oekraïens ruiter, die gespecialiseerd is in springen. Kirchhoff behaalde zijn grootste succes tijdens de Olympische Zomerspelen 1996 met het winnen van de gouden medaille individueel en in de landenwedstrijd.
Vanaf 2013 komt Kirchhoff uit voor Oekraïne en nam namens zijn nieuwe vaderland deel aan de Olympische Zomerspelen 2016.

## Resultaten
- Olympische Zomerspelen 1996 in Atlanta  individueel springen met Jus de Pommes
- Olympische Zomerspelen 1996 in Atlanta  landenwedstrijd springen met Jus de Pommes
- Olympische Zomerspelen 2016 in Rio de Janeiro 43e individueel springen met Prince de la Mare
- Olympische Zomerspelen 2016 in Rio de Janeiro 13e landenwedstrijd springen met Prince de la Mare

- Gemeinsame Normdatei: 1034920685
- Virtual International Authority File: 303845807

1900: Aimé Haegeman ·
1912: Jean Cariou ·
1920: Tommaso Lequio di Assaba ·
1924: Alphonse Gemuseus ·
1928: František Ventura ·
1932: Takeichi Nishi ·
1936: Kurt Hasse ·
1948: Humberto Mariles ·
1952: Pierre Jonquères d'Oriola ·
1956: Hans Günter Winkler ·
1960: Raimondo D'Inzeo ·
1964: Pierre Jonquères d'Oriola ·
1968: William Steinkraus ·
1972: Graziano Mancinelli ·
1976: Alwin Schockemöhle ·
1980: Jan Kowalczyk ·
1984: Joe Fargis ·
1988: Pierre Durand ·
1992: Ludger Beerbaum ·
1996: Ulrich Kirchhoff ·
2000: Jeroen Dubbeldam ·
2004: Rodrigo Pessoa ·
2008: Eric Lamaze ·
2012: Steve Guerdat ·
2016: Nick Skelton ·
2020: Ben Maher ·
2024: Christian Kukuk
1912: Lewenhaupt, Kilman, von Rosen ·
1920: König, von Rosen, Norling ·
1924: Thelning, Ståhle, Lundström ·
1928: Navarro, Álvarez, García ·
1936: Hasse, von Barnekow, Brandt ·
1948: Mariles, Uriza, Valdés ·
1952: White, Stewart, Llewellyn ·
1956: Winkler, Thiedemann, Lütke-Westhues ·
1960: Winkler, Thiedemann, Schockemöhle ·
1964: Schridde, Jarasinski, Winkler ·
1968: Day, Gayford, Elder ·
1972: Ligges, Wiltfang, Steenken, Winkler ·
1976: Parot, Rozier, Roguet, Roche ·
1980: Tsjoekanov, Poganovsky, Asmaje, Korolkov ·
1984: Fargis, Homfeld, Burr Howard, Smith ·
1988: Beerbaum, Brinkmann, Hafemeister, Sloothaak ·
1992: Raijmakers, Romp, Tops, Lansink ·
1996: Sloothaak, Nieberg, Kirchhoff, Beerbaum ·
2000: Beerbaum, Nieberg, Ehning, Becker ·
2004: Wylde, Ward, Madden, Kappler ·
2008: Ward, Kraut, Simpson, Madden ·
2012: Skelton, Maher, Brash, Charles ·
2016: Rozier, Staut, Bost, Leprévost ·
2020: von Eckermann, Baryard-Johnsson, Fredricson ·
2024: Maher, Charles, Brash